# Dalbergia lanceolaria
Dalbergia lanceolaria är en ärtväxtart som beskrevs av Carl von Linné d.y.. Dalbergia lanceolaria ingår i släktet Dalbergia, och familjen ärtväxter.

## Underarter
Arten delas in i följande underarter:
- D. l. lanceolaria
- D. l. paniculata

## Bildgalleri

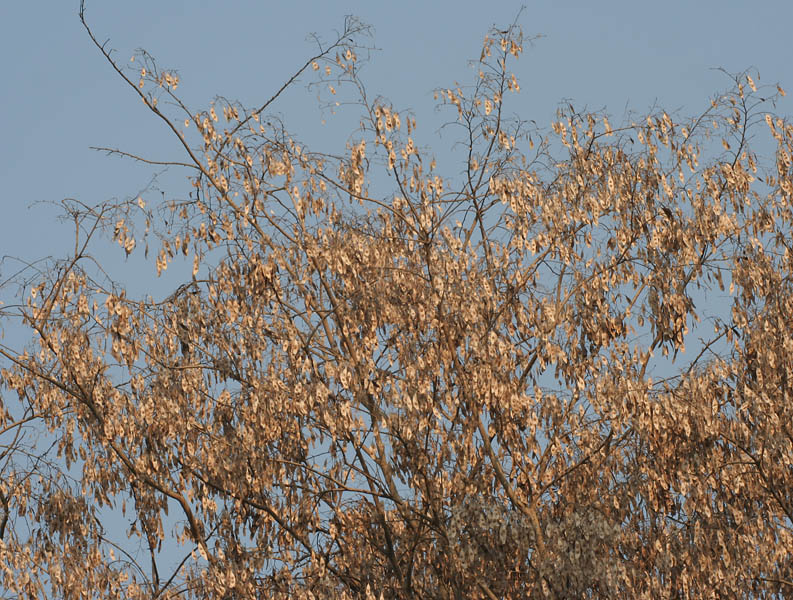
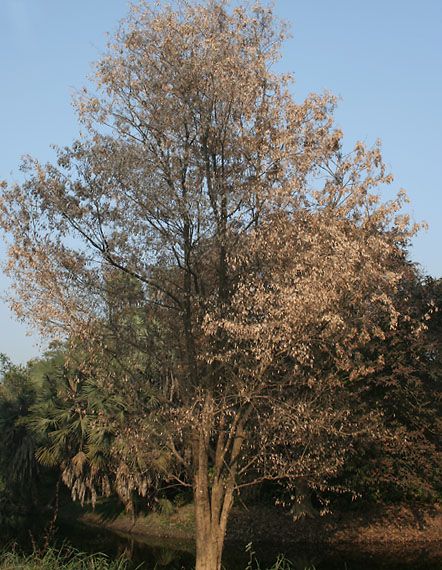
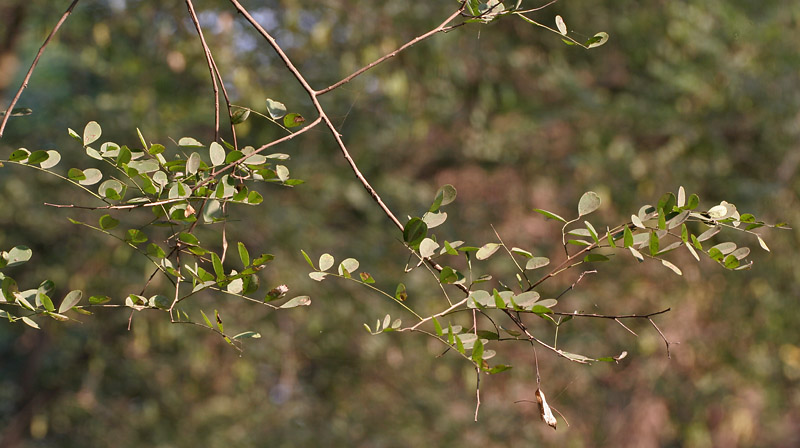
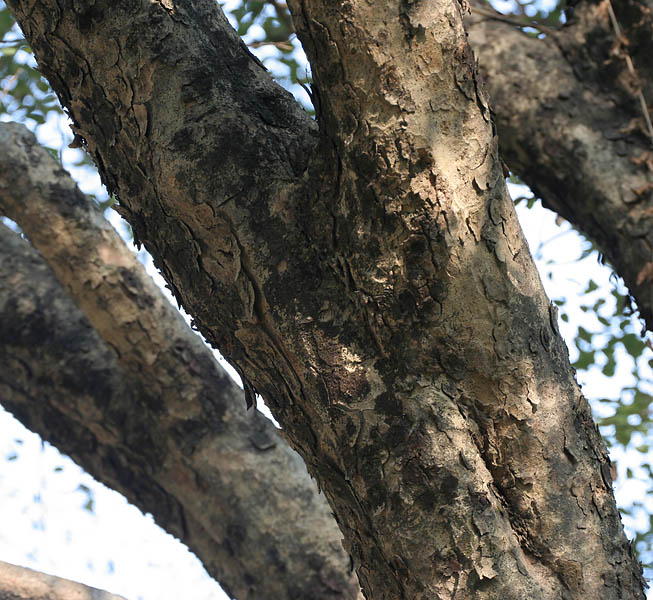